# موش مانداب گرمسیری
موش مانداب گرمسیری (نام علمی: Otomys tropicalis) نام یک گونه از سرده موش‌های مانداب است.